# Mexicaanse woelmuis
De Mexicaanse woelmuis (Microtus mexicanus)  is een zoogdier uit de familie van de Cricetidae. De wetenschappelijke naam van de soort werd voor het eerst geldig gepubliceerd door Saussure in 1861.

## Voorkomen
De soort komt voor in het Sierra Madregebergte in noord- en centraal Mexico en in de Verenigde Staten, meer bepaald in het zuiden van Utah en Colorado en in Arizona en New Mexico.